# Telekom Austria
La Telekom Austria AG, denominata anche Telekom Austria Group, è la maggiore impresa di telecomunicazioni dell'Austria ed è attiva anche a livello internazionale. La Telekom Austria AG è la holding del gruppo e dal 2000 è quotata alla Borsa di Vienna. Svolge essenzialmente compiti strategici e opera sul mercato austriaco tramite la società A1 Telekom Austria. Alcuni operatori di telefonia mobile in Europa orientale e meridionale sono ugualmente imprese figlie della holding.

## Impresa
La Telekom Austria Group impiega circa 16.500 dipendenti e realizza un fatturato di circa 4,8 miliardi di euro. Oggetto dell'impresa sono servizi di telecomunicazione con e senza fili, nazionali e internazionali, inclusi servizi per reti dati aziendali, Internet e informatica.
La Telekom Austria TA AG (telefonia fissa) e la Mobilkom Austria AG (telefonia mobile) fino alla fusione erano all'epoca leader del mercato delle telecomunicazioni austriaco nei rispettivi segmenti. Nel 2010 furono entrambe riunite nella Telekom Austria TA AG e assunsero la denominazione sociale A1 Telekom Austria.
Al gruppo d'imprese appartengono accanto a questa società austriaca anche società in
- Bulgaria (A1 Bulgaria)
- Bielorussia (A1)
- Croazia (A1 Hrvatska)
- Slovenia (A1 Slovenija)
- Serbia (VIP mobile)
- Macedonia (A1 Macedonia) e
- Liechtenstein (mobilkom Liechtenstein).

Malgrado gli sforzi per accelerare la privatizzazione dell'allora impresa statale a partire dalla legge sulle partecipazioni statali del 2000, attualmente solo il 72% circa delle azioni sono nel flottante (comprese la quota dei dipendenti e le azioni proprie), mentre il restante 28% di Telekom Austria AG continua a essere detenuto dalla Repubblica d'Austria attraverso la ÖIAG. Oltre il 36% delle azioni (inclusa la ÖIAG) sono detenute in Austria, un ulteriore 15% negli USA.

## Direzione
La direzione della Telekom Austria Group è formata da
- Alejandro Plater - direttore generale (amministra anche il segmento rete fissa e comunicazione mobile)
- Siegfried Mayrhofer - direttore finanziario e vicedirettore generale

## Storia

Logo usato in passato dal gruppo

La Telekom Austria Group scaturisce nel 1996 dalla Post und Telekom Austria AG (PTA), che era l'erede dell'ente statale Poste e telegrafi dell'Austria (Post- und Telegraphenverwaltung (PTV)). Nel novembre 2000 ebbe luogo la quotazione alla Borsa di Vienna e al New York Stock Exchange (NYSE), nel 2007 seguì l'eliminazione (delisting) dal NYSE.
L'attuale struttura del gruppo risale al 2006: dalla Telekom Austria AG (Telekom Austria Group come holding strategica) l'attività della rete fissa fu scardinata e trapiantata nella Telekom Austria FixNet Aktiengesellschaft, fondata nel giugno 2006. Nel luglio 2007 seguì il mutamento della ragione sociale in Telekom Austria TA AG. Con la fusione del giugno 2010 con la mobilkom austria AG la ditta fu nuovamente ridenominata società A1 Telekom Austria AG (vedi sopra Impresa).

## Settori produttivi
Come holding gestionale la Telekom Austria Group non si impegna nella produzione diretta. Attraverso le aziende operative della rete fissa e della comunicazione mobile del gruppo (Mobiltel, Velcom, Vipnet, Si.mobil, Vip mobile, Vip operator e mobilkom Liechtenstein), Telekom Austria Group funge da fornitore globale di servizi multimediali.